# Юзеф Вибіцький
Юзеф Руфін Вибіцький (варіант відтворення — Вибицький), шляхтич герба Роґаля, пол. Józef Rufin Wybicki (29 вересня 1747, Бендомін — 10 березня 1822, Манечки) — польський письменник і політик. Автор слів національного Гімну Польщі.

## Життєпис
Здобувши освіту юриста почав політичну діяльність як посол сейму І Речі Посполітої у віці 20 років. Його протест проти будь-яких актів «репнінського» сейму І Речі Посполітої вважається однією з небагатьох успішних спроб застосувати право Liberum veto. Учасник Барської конфедерації. З дорученнями керівництва їздив європейськими країнами. Реформатор права в дороздільній Польщі. Приєднався до Торговицької конфедерації, учасник повстання Костюшка, багато років співпрацював з генералом Яном Генриком Домбровським, який взяв участь в експедиції на допомогу повстанцям у Великопольщі в 1794 році, а пізніше діяв у польських легіонах в Італії. Учасник наполеонівських воєн, в 1807 році зробив свій внесок у створення герцогства Варшавського, де був одним з провідних політиків. Під час польсько-австрійської війни в 1809 році організував оборону Великопольщі проти сил противника. Після Віденського конгресу став одним із засновників Царства Польського. Сенатор-воєвода герцогства Варшавського з 1807, сенатор-воєвода Царства Польського з 1815 року, голова Верховного суду Царства Польського в роки 1817—1820.

Нагороджений орденом Святого Станіслава (1793), орденом Білого Орла (1807), орденом Почесного легіону (1807).
Автор багатьох політичних творів і забутих тепер вже драм, опер, комедій і поезій, в популярній історичній свідомості поляків відомий насамперед як автор слів польського національного гімну.

### Мазурка Домбровського
Після успішного завершення зусиль по створенню легіонів, Вибіцький вирішив приєднатися до польських військ. Виїхав з Парижа 7 липня 1797 до Реджо-нель-Емілія, де розквартировані Домбровський і його війська. Вибіцький був дуже вражений патріотичною атмосферою в місті — було багато людей у польській формі та чутно польську мову. Найбільше враження, проте, справила на нього організована муніципальною владою церемонія 16 липня 1797 по відзначенню приєднанню Реджіо до Цизальпійської республіки, яка створена на місці Республіки Ломбардія. Після прийому в мерії та меси в соборі пройшов військовий парад, в якому взяли участь також польські легіони. В цих умовах Вибіцький написав слова пісні, тепер відомий як Мазурка Домбровського — польський гімн.
Точна дата і обставини написання і першого виконання національного гімну, спочатку відомого як «Пісня польських легіонів в Італії», не зрозумілі і є предметом суперечок серед істориків.
Нинішній текст гімну відрізняється від оригінальної версії Вибіцького. Фрагменти, що війшли до нинішнього тексту гімну без змін виділено жирним.
| Jeszcze Polska nie umarła, kiedy my żyjemy. Co nam obca moc wydarła, szablą odbijemy. Marsz, marsz, Dąbrowski do Polski z ziemi włoski za Twoim przewodem złączem się z narodem. Jak Czarniecki do Poznania wracał się przez morze dla ojczyzny ratowania po szwedzkim rozbiorze Marsz, marsz, Dąbrowski… Przejdziem Wisłę przejdziem Wartę będziem Polakami dał nam przykład Bonaparte jak zwyciężać mamy Marsz, marsz, Dąbrowski… Niemiec, Moskal nie osiędzie, gdy jąwszy pałasza, hasłem wszystkich zgoda będzie i ojczyzna nasza. Marsz, marsz, Dąbrowski… Już tam ojciec do swej Basi mówi zapłakany: «słuchaj jeno, pono nasi biją w tarabany.» Marsz, marsz, Dąbrowski… Na to wszystkich jedne głosy: «Dosyć tej niewoli mamy Racławickie Kosy, Kościuszkę, Bóg pozwoli.» Marsz, marsz, Dąbrowski… |
| |

| Ще Польща не вмерла поки ми живемо. Що в нас чужа сила видерла шаблею одіб’ємо. Марш, марш, Домбровський до Польщі з землі італійської під Твоїм керівництвом поєднаємось з народом. Як Чарнецький до Познані повертавсь через море для вітчизни врятування після шведського розділу Марш, марш, Домбровський… Перейдемо Віслу, перейдемо Варту будемо поляками дав нам приклад Бонапарт як перемагати потрібно Марш, марш, Домбровський… Німець, Москаль не поселеться де взявши палаша гаслом всіх згода буде і вітчизна наша Марш, марш, Домбровський… Вже там батько до своєї Басі мовить заплаканий: «слухай-но, мабуть наші б’ють у барабани Марш, марш, Домбровський… На все те поєднані голоси: «Досить тієї неволі маємо Рахлавицькі Коси Костюшка, Бог дасть. Марш, марш, Домбровський… |
| |